# Distrito de Gwadar
El distrito de Gwadar (del balochi: ضِلع گوادر [Gwat dar] ‘Puerta de aire’) es uno de los 30 distritos en que se divide la provincia de Baluchistán, en Pakistán. Fue creado el 1 de julio de 1977. Su cabecera es la ciudad portuaria de Gwadar.

## Geografía
El distrito de Gwadar abarca cerca de 620 kilómetros de línea costera en el golfo de Omán del mar Arábigo y tiene un área total de 12 637 km².
Se ubica en la parte sur de la provincia de Baluchistán. Al este limita con el distrito de Lasbela, al norte con Kech y Awaran, al oeste con la República islámica de Irán y al sur con el Océano Índico.
La característica más importante del distrito es el puerto de la ciudad de Gwadar, un puerto profundo y de aguas cálidas. Se encuentra al este de un saliente natural de tierra, que representa el límite del mar Arábigo.

## Demografía
De acuerdo al censo realizado en 1998, la población del distrito es de 278 989 personas, dando una densidad de población de 22 habitantes por kilómetro cuadrado.

## Administración
El distrito de Gwadar está dividido en cuatro Tehsils o subdistritos:
- Gwadar
- Jiwani
- Ormara
- Pasni